# Gerrit Glomser
Gerrit Glomser (Salzburgo, 1 de abril de 1975) é um ciclista austríaco de ciclismo de estrada. Alinha para a equipe Volksbank. Em 1998, Glomser se profissionalizou e competiu nos Jogos Olímpicos de Verão de 2000 e 2004.